# Локатор служб
Локатор служб (англ. service locator) — это шаблон проектирования, используемый в разработке программного обеспечения для инкапсуляции процессов, связанных с получением какого-либо сервиса с сильным уровнем абстракции. Этот шаблон использует центральный реестр, известный как «локатор сервисов», который по запросу возвращает информацию (как правило это объекты), необходимую для выполнения определенной задачи. Стоит заметить, что в некотором случае локатор служб фактически является анти-шаблоном.

## Преимущества
- «Локатор служб» может действовать как простой компоновщик времени выполнения. Это позволяет управлять кодом программы во время выполнения без повторной компиляции приложения, а в некоторых случаях без необходимости его перезапуска.
- Приложения могут оптимизировать себя во время выполнения путем выборочного добавления и удаления элементов из локатора служб. Например, приложение может обнаружить, что у него есть лучшая библиотека для чтения доступных изображений JPG, чем стандартная, и соответствующим образом изменить реестр.
- Компоненты приложения или библиотеки, используемые в приложении, могут быть полностью разделены. Единственная связь между ними записывается в реестр.

## Недостатки
- Отношения между компонентами приложения, помещенные в реестр, скрывают зависимости частей программы (делают их неочевидными) и увеличивают сложность системы. Это затрудняет поиск ошибок в приложении и может сделать систему в целом менее надежной.
- Реестр должен быть уникальным, что может стать узким местом для одновременного запуска нескольких копий приложения.
- Реестр может быть серьезной уязвимостью безопасности, поскольку он позволяет посторонним (в том числе злоумышленникам) вводить код в приложение.
- Реестр скрывает зависимости класса, вызывая ошибки во время выполнения[англ.], а не ошибки времени компиляции, когда при отсутствии необходимых зависимостей компилятор информирует об ошибке.
- Реестр делает код более сложным для поддержания (против использования инъекции зависимостей), потому что становится неясным, когда вы вносите ошибочную запись в реестр или пропускаете необходимую запись.
- Реестр делает код более сложным для тестирования, поскольку все тесты должны взаимодействовать с одним и тем же глобальным классом локатора служб для установки поддельных зависимостей тестируемого класса. Однако это легко преодолеть, введя классы приложений с помощью одного интерфейса локатора служб.